# Мужество (монумент)
Монумент «Мужество» (узб. Jasorat monumenti) — мемориальный комплекс посвящённый ликвидации последствий Ташкентского землетрясения 1966 года. Установлен на месте эпицентра землетрясения. Входит в список «Объектов материального культурного наследия Узбекистана республиканского значения».
Единственный скульптурный памятник работы Дмитрия Рябичева, который не был перемещён или демонтирован в независимом Узбекистане.

## Предыстория
26 апреля 1966 года в 5 часов 23 минуты утра в Ташкенте произошло землетрясение, имевшее катастрофические последствия. При магнитуде в 5,2 балла, из-за небольшой глубины залегания очага (от 3 до 8 км), сотрясение земной поверхности в эпицентре превысило 8 баллов, на окраинах столицы — 6 баллов. От полного обвала преимущественно глинобитных домов спасло преобладание вертикальных колебаний, полностью разрушились только несколько десятков зданий, что объясняет относительно небольшое количество жертв — 8 человек погибло, около 200 получили травмы разной степени тяжести. Свыше 300 000 человек лишились крова. 
На помощь Ташкенту пришли все республики СССР. К концу 1966 года было возведено жильё для более 300 тысяч человек, а к 1968 году город был практически полностью построен заново. Были возведены новые жилые массивы и город-спутник Сергели. После восстановления площадь города и его население выросли  в полтора раза.

## История

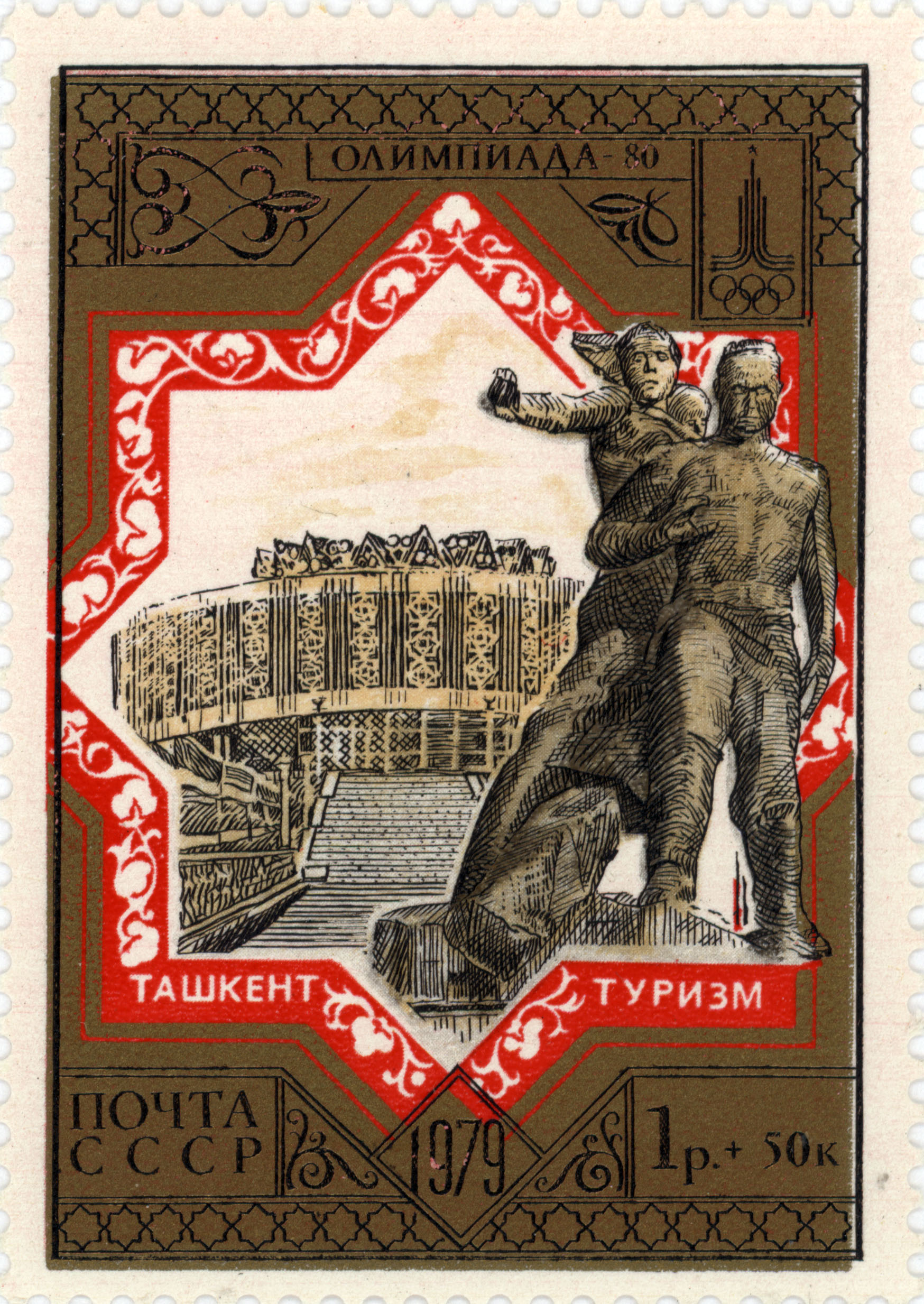
Монумент «Мужество» на почтовой марке СССР 1979 года. На заднем плане музей Дружбы народов

20 мая 1970 года на проспекте Ленина в Ташкенте состоялось открытие мемориального комплекса «Мужество». Авторы монумента: скульптор Д. Рябичев, архитектор С. Адылов.  Мемориальный комплекс посвящён памяти ликвидации последствий землетрясения 1966 года. В мемориал входили: здание Музея Дружбы народов СССР и скульптурная композиция.
В смысловой центр монумента помещён куб из чёрного лабрадорита, через который проходит раскол, олицетворяющий произошедшую трагедию. На одной стороне куба высечена дата землетрясения: 26 апреля 1966 года, на другой — циферблат часов со стрелками, остановившимися в момент случившегося природного катаклизма — 5 часов 23 минуты. Зигзагообразный разлом земной поверхности проходящий через куб доходит до постамента на котором находится скульптурная группа. Женская фигура, одной рукой прижимает к себе ребёнка, а другой рукой производит отстраняющее движение, словно защищая его от беды. Мужская фигура, застыла в движении по направлению к расколотой земле и заслоняет собой фигуру женщины с ребёнком. Скульптуры установлены на бронзовый цоколь, сложная форма которого символизирует разрушения причинённые землетрясением. 
От мраморного постамента расходятся 7 дорожек, идущих к 14 стеллам с барельефами, на которых изображены сцены восстановления города. Ташкент восстанавливали всей страной и сюжеты, изображённые на стеллах, рассказывают о помощи, оказанной братскими республиками.

### В независимом Узбекистане
Монумент «Мужество» — единственный скульптурный памятник работы Дмитрия Рябичева, который не был перемещён или демонтирован в независимом Узбекистане.
В мае 2018 года по поручению президента Узбекистана Шавката Мирзиёева началась реконструкция территории вокруг мемориального комплекса, которая была завершена уже в июле. В процессе реконструкции были также отреставрированы и бронзовые скульптуры. На площади перед памятником было установлено новое освещение, дополнительно были подсвечены ступени, ведущие к монументу и отдельные деревья, размещены скамейки, разбиты цветники. Тротуар перед монументом был выкрашен в красный цвет.
В настоящее время, монумент является одной из самых популярных достопримечательностей города. Мемориальный комплекс и парк в задней части монумента служат площадкой для отдыха и гуляний, традиционным местом посещения для свадебных процессий.

## Галерея

Монумент «Мужество». Общий вид
Монумент «Мужество». Скульптурная группа
Монумент «Мужество». Фрагмент барельефа